# 相声

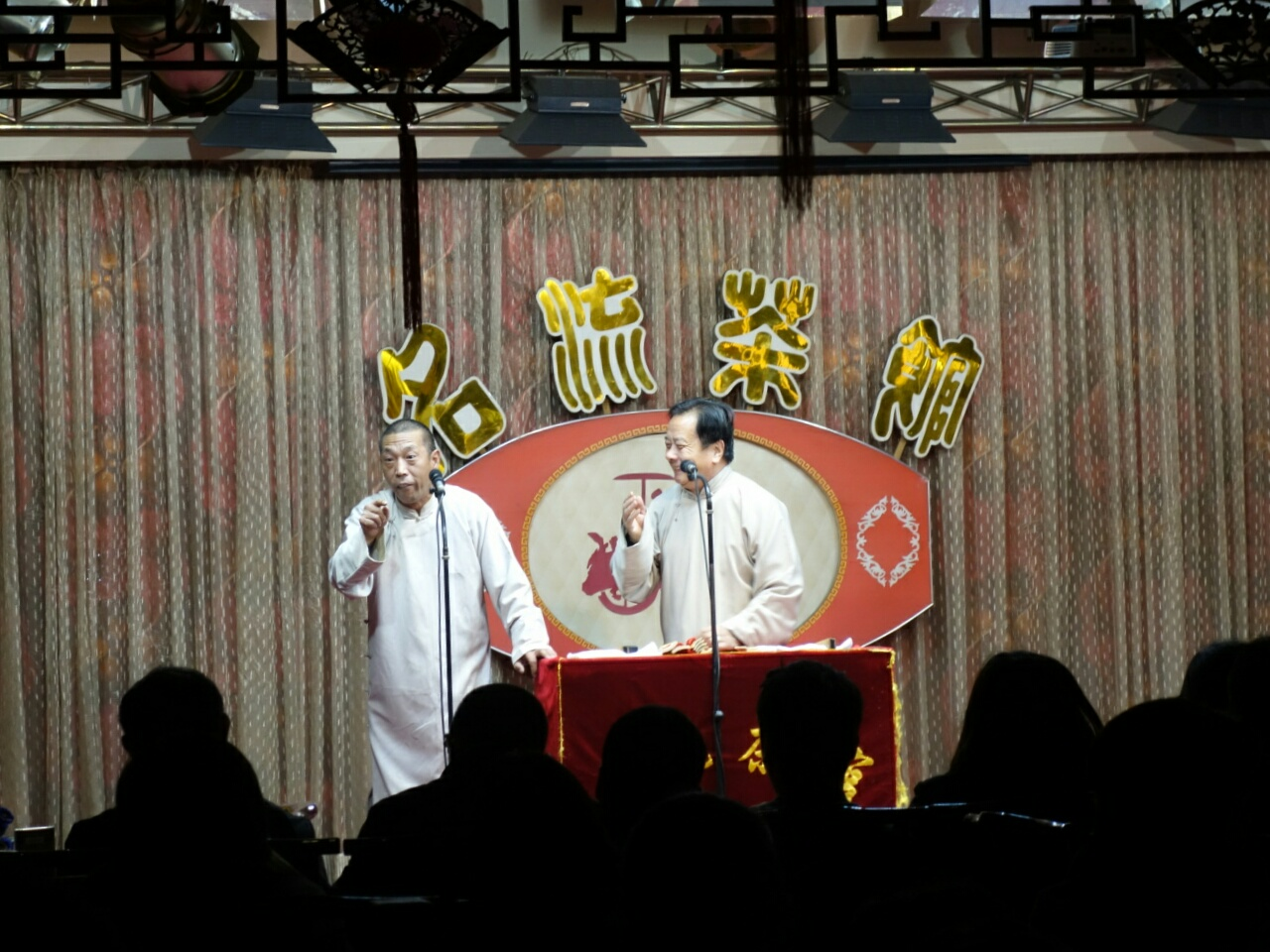
天津相声

相声（そうせい/しょうせい、拼音: xiàng shēng シャンセン/シャンシェン）とは、中国の伝統的な話芸の1つ。話術や芸で客を笑わせる芸能である。日本の寄席演芸に例えると、単口相声は落語に形態が類似しており、対口相声は2人での漫才に相当する。
本場は華北地域の北京・天津一帯である。

## 歴史
中国の「説唱」「曲芸」（語り物と歌いものの伝統芸能の総称）のジャンルの1つである。相声の起源は不明な点が多いが、一説によると語源は「像声」（物や人の声をまねる声帯模写の芸）として、明清時代から盛り場や茶館などで客を笑わせる話芸として演じられていた。
文字文献に名前が記録されている最古の相声芸人は、19世紀半ばごろに活躍した「張三禄」という人物だが、生没年も含めて彼の詳細な経歴は不明である。
中国の相声の芸人は、この張三禄を初代の「祖師」として代々師承（師匠に正式に入門し、弟子として認定される師弟関係を代々受け継いでゆくこと）の関係を重んじてきた（この点は日本の落語家の師弟と似ている）。中国のプロの相声芸人の多くは、張三禄から数えて「第x代相声演員」というくくりで分類される。2012年現在、活躍中の相声芸人の最も若い世代は「第10代相声演員」である。

## 内容と分類
日本の漫才と同様、面白い話をして客を笑わせるのが基本的内容である。形式やジャンルにより、以下のように分類する場合がある。
演者の人数による分類
1. 単口相声　1人だけでしゃべる。
2. 対口相声　ボケ役（逗哏）とツッコミ役（捧哏）の2人でしゃべる。
3. 群口相声　3人以上が登場して、しゃべる。

作品の制作時期による分類
1. 伝統相声　清末から民国初期までの作品。日本の落語で言えば「古典落語」に相当する作品。
2. 新相声　1949年に建国した中華人民共和国（いわゆる「新中国」）の作品。
3. 当代相声　1980年ごろから現在まで、いわゆる改革開放」時代の作品。